# Подгоренська волость
Подгоренська волость — історична адміністративно-територіальна одиниця Богучарського повіту Воронізької губернії з центром у слободі Подгорна.
Станом на 1880 рік складалася з 2 поселень, єдиної сільської громади. Населення — 5733 особи (2855 чоловічої статі та 2878 — жіночої), 925 дворових господарств.
|                     | Площа, десятин | У тому числі орної, дес. |
| ------------------- | -------------- | ------------------------ |
| Сільських громад    | 16159          | 14973                    |
| Приватної власності | 72             | 20                       |
| Іншої власності     | 132            | 50                       |
| Загалом             | 16363          | 15043                    |

Поселення волості на 1880 рік:
- Подгорна — колишня державна слобода при річках Подгорна й Маніна за 82 версти від повітового міста, 5625 осіб, 912 дворів, православна церква, школа, 2 лавки, щорічний ярмарки.

За даними 1900 року у волості налічувалось 4 поселення:
- слобода Подгорна;
- хутір Блощицин;
- хутір Лозовий;
- власницькі володіння Сергія Івановича Котлярова;

з переважно українським населенням, єдине сільське товариство, 137 будівель й установ, 1039 дворових господарств, населення становило 6464 особи (3291 чоловічої статі та 3173 — жіночої).
1915 року волосним урядником був Андрій Федорович Корнієнко, старшиною був Тихін Прокопович Слєпокуров, волосним писарем — Трохим Фомич Авраменко.